# Rancho Santa Margarita
Rancho Santa Margarita és una ciutat del Comtat d'Orange (Califòrnia). Segons el cens del 2000 tenia 47.214 habitants.

## Demografia
Segons el cens del 2000, Rancho Santa Margarita tenia 47.214 habitants, 16.253 habitatges, i 12.417 famílies. La densitat de població era de 1.485,7 habitants/km².
Dels 16.253 habitatges en un 51,4% hi vivien nens de menys de 18 anys, en un 64,7% hi vivien parelles casades, en un 8,5% dones solteres, i en un 23,6% no eren unitats familiars. En el 17,7% dels habitatges hi vivien persones soles el 2,4% de les quals corresponia a persones de 65 anys o més que vivien soles. El nombre mitjà de persones vivint en cada habitatge era de 2,9 i el nombre mitjà de persones que vivien en cada família era de 3,35.
Per edats la població es repartia de la següent manera: un 33,6% tenia menys de 18 anys, un 5,7% entre 18 i 24, un 41,4% entre 25 i 44, un 15,9% de 45 a 60 i un 3,4% 65 anys o més.
L'edat mediana era de 32 anys. Per cada 100 dones de 18 o més anys hi havia 92,9 homes.
La renda mediana per habitatge era de 78.475 $ i la renda mediana per família de 88.216 $. Els homes tenien una renda mediana de 61.314 $ mentre que les dones 40.799 $. La renda per capita de la població era de 31.531 $. Entorn de l'1,5% de les famílies i el 2,9% de la població estaven per davall del llindar de pobresa.

## Poblacions properes
El següent diagrama mostra les poblacions més properes.